# کوپروسکلودوفسکیت
کوپروسکلودوفسکیت  (به انگلیسی: Cuprosklodowskite) با فرمول شیمیایی CuH2[UO2-SiO4]2.5H2O از مجموعه کانی هاست و رادیواکتیویته قوی دارد از ترکیب آن گرفته شده‌است محلول در اسیدها CuO: ۹٫۰۴٪  UO۳: ۶۵٫۰۲٪  برای اولین بار در کانادا کشف شد و از نظر شکل بلور: خوشه جواهری، رنگ: سبزروشن تا سبزتیره، شفافیت: نیمه شفاف، جلا: شیشه ای، رخ: کامل- مطابق با سطح، سیستم تبلور: تری کلینیک و در رده‌بندی سیلیکات است همچنین خاصیت مغناطیسی ندارد و منشأ تشکیل آن زون‌های اکسیدان ثانویه است.
همایند کانی‌شناسی (پارانژ) آن - توربرنیت- اورانوتیل- بروکانتیت- کازولیت است
، از نظر ژیزمان بلوری - آگرگات سوزنی - شعاعی - رشته‌ای کمیاب است و بیشتر در آلمان غربی و شرقی، چک اسلواکی، مراکش، زئیر و آمریکا یافت می‌شود.